# MINIX

MINIX je slobodni unixoidni operacijski sustav, poseban po tome što - za razliku od većine operacijskih sustava koji koriste monolitnu jezgru - koristi mikrojezgru. Tvorac MINIX-a je nizozemski sveučilišni profesor računarstva Andrew S. Tanenbaum, koji ga je izradio za obrazovne svrhe. Linus Torvalds je Linux jezgru napravio po uzoru na jezgru MINIX-a. Ime MINIX je sastavljeno od riječi minimal i Unix.

## Povijest i razvoj
Andrew S. Tanenbaum je stvorio MINIX na Sveučištu Vrije u Amsterdamu 1987. godine, zato da bi primjerom pokazao načela koja je izrazio u svojoj knjizi "Operating Systems: Design and Implementation" iz 1987. Svih 12000 redaka izvornog koda (pisanog uglavnom u programskom jeziku C) MINIX-a 1.0 je objavljeno u knjizi. Izvorni kod i izvršna verzija MINIX-a su objavljeni na disketi. MINIX 1.0 je bio usklađen sa sedmim izdanjem Unixa.
Tanenbaum je MINIX izvorno razvio za računala IBM PC i IBM PC/AT, ali u inačici 1.5 iz 1991. je dodana podrška za sustave IBM PS/2, te procesore Motorola 68000 i SPARC, pa je podržavao računala Atari ST, Amiga, Apple Macintosh i Sun SPARCstation. Postojale su i neslužbene inačice za procesore Intel 386, National Semiconductor NS32532, ARM i INMOS.
Inačica 2.0, objavljena 1997., je podržavala samo procesore x86 i SPARC. Napisana je, zajedno s Albertom Woodhullom, za drugo izdanje Tanenbaumove knjige, te je distribuirana na CD-u uz knjigu. MINIX 2.0 je bio usklađen sa standardom POSIX.1.
Tanenbaum je treću inačicu najavio 24. listopada 2005. Iako još uvijek služi kao primjer za načela iz (novog izdanja) njegove i Woodhullove knjige, MINIX 3 je značajno izmijenjen u odnosu na prethodne inačice, kako bi mogao pouzdano raditi na slabijim računalima. MINIX 3 trenutačno podržava samo 32-bitne procesore x86. Dostupan je kao LiveCD, pa omugućuje pokretanje bez instaliranja na tvrdi disk, te u inačici koja omogućuje pokretanje pomoću programa za emulaciju, odosno virtualizaciju, kao što su Bochs, Qemu, VMware, i Virtual PC.
Najnovija inačica, 3.1.2a, je objavljena 8. svibnja 2006. godine, te sadrži preko 400 uobičajenih programa za UNIX, uključujući X11, emacs, vi, cc, gcc, perl, python, ash, bash, zsh, ftp, ssh, telnet i pine. Dodavanjem sustava X11 ova inačica predstavlja pomak od tekstualnog prema grafičkom sučelju.

## MINIX i Linux
Principi koje je Tanenbaum primijenio na MINIX-u su utjecali na Torvaldsove odluke o strukuri Linux jezgre. Torvalds je koristio i cijenio MINIX, ali Linux ipak odstupa od MINIX-a na nekoliko važnih načina - prvenstveno po tome što koristi monolitnu jezgru, umjesto mikrojezgre koju koristi MINIX. Tu odluku Tanenbaum je osporavao u slavnoj debati s Torvaldsom. U svibnju 2006. Tanenbaum je ponovo objasnio svoje razloge za korištenje mikrojezgre. Rane inačice Linux jezgre su izrađene na računalu koje je koristilo MINIX, te je zbog toga Linux od MINIX-a preuzeo razna svojstva.

### Optužbe da je Linuxov izvorni kod ukraden iz MINIX-ovog
U svbnju 2004. godine, Kenneth Brown s Instituta Alexis de Tocqueville je izjavio da su ključni dijelovi Linuxa ukradeni iz MINIX-ovog izvornog koda.
Ove optužbe su odbačene, među ostalim i od samog Tanenbauma.

## Licenciranje
Licenca pod kojojm je 1987. godine objavljena prva inačica MINIX-a se u to vrijeme činila prilično slobodnom - izvorni kod je bio dostupan ali ga se nije smjelo mijenjati i redistribuirati. Cijena od 69 američkih dolara je, u usporedbi s cijenom ostalih operacijskih sustava, bila vrlo niska. Iako je Tanenbaumova želja bila MINIX učiniti što dostupnijim studentima, izdavač nije bio spreman dopustiti slobodno umnožavanje izvornog koda, pa su kao kompromis dogovorili restriktivnu licencu i nisku cijenu (uključenu u cijenu knjige). To je onemogućilo da MINIX postane osnova za slobodni operacijski sustav.
Kad su se u ranim devedesetim godinama 20. stoljeća pojavili slobodni operacijski sutavi poput Linuxa i 386BSD-a, mnogo dobrovoljaca je prestalo raditi na razvoju MINIX-a, te su se uključili u razvoj tih sustava. U travnju 2000. godine MINIX-ov izvorni kod je objavljen pod BSD licencom, čime je MINIX postao slobodni softver, no do tada su ga već mogućnostima nadmašili ostali slobodni operacijski sustavi, pa danas MINIX koriste prvenstveno studenti i hobisti.

## Vanjske poveznice
- Službene stranice MINIX-a